# أندي دي فرومي
أندي دي فرومي (بالهولندية: Indy de Vroome) مواليد 21 مايو 1996 في هولندا، هي لاعبة كرة مضرب هولندية وتحتل حالياً المرتبة 259 (8 فبراير 2016) في تصنيف رابطة محترفات كرة المضرب. أعلى تصنيف لها في الفردي كان 177. أعلى تصنيف لها في الزوجي كان 342.

## النهائيات

### الفردي (3–4)
| الحصيلة | الرقم | التاريخ        | الدورة                 | الأرضية | المنافس          | النتيجة       |
| ------- | ----- | -------------- | ---------------------- | ------- | ---------------- | ------------- |
| الفوز   | 1.    | 7 يناير 2013   | تجمع سان مارتين، فرنسا | صلبة    | ليا تهولي        | 6–3, 6–2      |
| الوصافة | 1.    | 15 أبريل 2013  | كاندية، اليونان        | سجاد    | ميكايلا كرايتشيك | 6–3, 2–6, 4–6 |
| الفوز   | 2.    | 7 أكتوبر 2013  | تامبيكو، المكسيك       | صلبة    | دوروتجا إريتش    | 6–4, 6–3      |
| الوصافة | 2.    | 25 نوفمبر 2013 | مونتيري، المكسيك       | صلبة    | أدريانا بيريز    | 6–4, 4–6, 3–6 |
| الوصافة | 3.    | 2 ديسمبر 2013  | ماردة، المكسيك         | صلبة    | ريبيكا بيترسون   | 5–7, 6–4, 3–6 |
| الفوز   | 3.    | 3 مارس 2014    | ايرابواتو، المكسيك     | صلبة    | نعومي أوساكا     | 3–6, 6–4, 6–1 |
| الوصافة | 4.    | 1 فبراير 2016  | غرونوبل، فرنسا         | صلبة    | ميرتيل جورجس     | 6–7(4–7), 2–6 |

## روابط خارجية
- أندي دي فرومي على موقع رابطة محترفات التنس (الإنجليزية)
- أندي دي فرومي على موقع الاتحاد الدولي لكرة المضرب (الإنجليزية)
- أندي دي فرومي على موقع خلاصة التنس.كوم (الإنجليزية)